# Eva Ollivier
Eva Viola Elisabet "Ewa" Ollivier (även Olliwier, gift Lundqvist), född 13 januari 1904 i Stockholm, död 7 augusti 1955 i Stockholm, var en svensk simhoppare. Hon tävlade i flera internationella mästerskap och blev olympisk bronsmedaljör vid Antwerpen 1920.

## Biografi
Eva Ollivier gick hon med i idrottsklubben "Stockholms KK". 1920 deltog hon vid Sommar-OS i Antwerpen då hon tog bronsmedalj i Raka hopp (Höga hopp).
1922 deltog hon i simtävlingarna vid Damspelen i Monte Carlo (med Aina Berg, Margit Bratt, Carin Nilsson och Hjördis Töpel), där hon vann guldmedalj i höga hopp och bronsmedalj i trampolinhopp.
1924 deltog hon vid Sommar-OS i Paris dock utan att nå medaljplats. Hon slutade på fjärde plats i hopp (trampolin) och på femte plats i kvalen i Höga hopp.
1926 blev hon svensk mästare i raka (höga) hopp vid SM i juli.
1927 deltog hon vid Europamästerskapen i simsport i Bologna där hon vann bronsmedalj i Höga hopp.